# Ваялла
Ваялла (англ. Whyalla) — місто в Австралії, у штаті Південна Австралія. Розташоване в північно-східній частині півострова Ейр, на березі північній частині затоки Спенсер (відомої як Upper Spencer Gulf, тобто Верхня затока Спенсер), за 395 км від столиці штату, міста Аделаїди. Населення Ваялли — 21 122 осіб (перепис 2006 року), що робить його третім за населенням містом штату після Аделаїди (точніше, Аделаїдської міської агломерації) і Маунт-Гамбір.